# Ley de dependencia
La Ley 39/2006, de 14 de diciembre, de Promoción de la Autonomía Personal y Atención a las personas en situación de dependencia de España, más conocida como «ley de dependencia», es una ley española que crea el actual Sistema para la Autonomía y Atención a la Dependencia, que es el conjunto de servicios y prestaciones destinados a la promoción de la autonomía personal, así como a la protección y atención a las personas, a través de servicios públicos y privados concertados debidamente acreditados.
La Ley define autonomía personal como la «capacidad de controlar, adoptar y tomar por propia iniciativa decisiones personales, así como desarrollar las actividades básicas de la vida diaria» y dependencia como el “«Estado de carácter permanente en que se encuentran las personas que, por razones derivadas de la edad, la enfermedad o la discapacidad, y ligadas a la falta o a la pérdida de autonomía física, mental, intelectual o sensorial, precisan de la atención de otra u otras personas o ayudas importantes para realizar actividades básicas de la vida diaria o, en el caso de las personas con discapacidad intelectual o enfermedad mental, de otros apoyos para su autonomía personal».
La persona dependiente lo es bien por sufrir una enfermedad o suceso incapacitante, o por llegar a la vejez. La dependencia personal es así la incapacidad funcional para el desarrollo de actividades de la vida diaria y por requerir ayuda para su realización.

## Historia
La Ley fue presentada el 5 de marzo de 2006 por el presidente del Gobierno, José Luis Rodríguez Zapatero, en un acto público. El 20 de abril de 2006 fue aprobada por el Consejo de Ministros y el 30 de noviembre de 2006 fue aprobada de forma definitiva en el Pleno del Congreso de los Diputados con una amplia mayoría.
Al final, fue publicada en el Boletín Oficial del Estado n.º 299, del 15 de diciembre de 2006.
Del 2012 al 2015 unas 125.914 personas que según la ley deberían haber recibido ayudas y no las recibieron fallecieron.
Una investigación publicada el 2016 evaluó el estado del funcionamiento de la ley y concluyó que había una "de mejorar las fuentes de financiamiento, la calidad del sistema de gestión, la coordinación entre los sistemas sociales y sanitarios, la participación de la ciudadanía en la toma de decisiones y el sistema de evaluación global continua".

## Contexto poblacional
En el año 2008 se estimaba que podría haber en España dos millones de personas dependientes sobre una población total, ese mismo año, de unos 46 millones de habitantes. Para los investigadores del CSIC Abellán, Esparza y Pérez Díaz la dependencia se hace más probable con el aumento de la edad, es superior entre las mujeres y aquellas personas que poseen un menor nivel de instrucción. Además existe una relación entre el orden de aparición y la prevalencia de las discapacidades que pueden provocar dependencia personal, así, aparecen en primer lugar y son los más frecuentes los problemas relacionados con la movilidad exterior; les siguen las dificultades en las tareas habituales del hogar y en último lugar los problemas de cuidado personal. La ayuda familiar es la principal respuesta y la mujer desempeña un papel fundamental en las diferentes situaciones de dependencia: como madre de niño o joven dependiente, esposa o hija de varón adulto con discapacidad, o hija de padres mayores con dificultades funcionales.

## Desarrollo reglamentario de la Ley
La Ley inició su andadura gradual el 1 de enero de 2007. Desde entonces, se han aprobado las siguientes normas de desarrollo de la Ley:
- El Real Decreto 504/2007 de 20 de abril, por el que se aprueba el baremo de valoración de la situación de dependencia establecido por la ley de 39/2006 de 14 de diciembre, de promoción de la autonomía personal y atención a las personas en situación de dependencia.

- El Real Decreto 174/2011, de 11 de febrero, por el que se aprueba el baremo de valoración de la situación de dependencia,[7] aprobado siendo la ministra Leire Pajín Iraola la titular del Ministerio de Sanidad, Política Social e Igualdad. Este baremo se adoptó, según se afirma en el preámbulo del Real Decreto, para "mejorar la objetivación de la situación de dependencia y la clasificación de sus grados y niveles". Desde su entrada en vigor se han endurecido los requisitos para ser reconocido en situación de Dependencia y, en consecuencia, se ha reducido el número de incorporaciones anuales de nuevas personas a los beneficios de la Ley de Dependencia.[8]

- El Real Decreto 1050/2013, de 27 de diciembre, por el que se regula el nivel mínimo de protección, que regula la aportación de la Administración General del Estado a la financiación de Ley de Dependencia, los nuevos criterios de asignación y la forma y procedimiento de pago a las comunidades autónomas. De acuerdo con lo regulado en esta norma, además de los anteriores criterios de financiación, como el número de beneficiarios o los grados de dependencia, se incorpora un nuevo criterio adicional de reparto en función del tipo de prestaciones reconocidas, ponderándose positivamente aquellas prestaciones que atienden a los beneficiarios a través de servicios, por encima de las prestación económica para cuidados en el entorno familiar.[9]

- El Real Decreto 1051/2013, de 27 de diciembre, por el que se regulan las prestaciones del Sistema para la Autonomía y Atención a la Dependencia, que regula los servicios y prestaciones económicas de la Ley de Dependencia, la compatibilidades e incompatibilidades entre los mismos y asegura la excepcionalidad de la prestación económica de cuidados en el entorno familiar.[10]
- Real Decreto 291/2015, de 17 de abril, por el que se modifica el R.D. 1051/2013, de 27 de diciembre, por el que se regulan las prestaciones del Sistema para la Autonomía y Atención a la Dependencia, establecidas en la Ley 39/2006, de 14 de diciembre, de Promoción de la Autonomía Personal y Atención a las personas en situación de dependencia.

## Contenido de la Ley
La estructura de la Ley es la siguiente: un título preliminar, un título primero que contiene cinco capítulos, un título segundo con cinco capítulos, un título tercero, dieciséis disposiciones adicionales, dos disposiciones transitorias y nueve disposiciones finales.

### Financiación y presupuesto
El Estado aportará más de 12 638 millones de euros desde 2007 hasta el 2015. El primer año serán 400 millones, ascendiendo anualmente esta cifra hasta sumar 2212 millones en 2015. Las comunidades autónomas deberán aportar las mismas cantidades. Los usuarios sufragarán el 35% del total en función de su renta. Si una familia puede pagar el 90% del coste de una residencia, así deberá hacerlo durante todo el tiempo posible.

### Implementación
La Ley pretende ser universal y dar prioridad a la teleasistencia, la ayuda a domicilio y los centros de día, siendo «excepcional» el pago de un sueldo al cuidador familiar, una vez se haya dado de alta en la Seguridad Social.

## Análisis de la ley de dependencia
El objetivo de esta sección es intentar responder algunas de las preguntas concretas utilizando la Ley 39/2006, de 14 de diciembre, de Promoción de la Autonomía Personal y Atención a las Personas en Situación de Dependencia, conocida popularmente como Ley de Dependencia. 
Queremos aclarar que, con el objetivo de alcanzar una mejor comprensión del tema, se ha cambiado el texto que aparece en la ley y se ha utilizado un lenguaje más coloquial, omitiendo y añadiendo algunos comentarios; por lo tanto, lo que se expone a continuación es de carácter informativo y no tiene valor jurídico. En este sentido se avisa al lector que debe leer la Ley 39/2006, ya que la interpretación de los autores de este apartado puede no ser la correcta.

### Diferencia entre autonomía y dependencia
Una persona es autónoma cuando puede tomar decisiones personales sobre como vivir y puede desarrollar por sí mismo las actividades mínimas necesarias para realizar su vida diaria. Siendo las actividades básicas de la vida diaria “las tareas más elementales de la persona, que le permiten desenvolverse con un mínimo de autonomía e independencia, tales como: el cuidado personal, las actividades domésticas básicas, la movilidad esencial, reconocer personas y objetos, orientarse, entender y ejecutar órdenes o tareas sencillas”.
En contraposición una persona esta en situación de dependencia cuando no puede por sí misma ser autónoma y necesita la ayuda de otra persona para hacer las actividades básicas de la vida diaria.
La Ley 39/2006 es ampliamente conocida como "ley de dependencia", y a menudo se olvida "…de Promoción de Autonomía Personal"). Es de enorme trascendencia puesto que eleva a la categoría de "derecho subjetivo de ciudadanía" la promoción "en igualdad" de la propia autonomía personal.
Expresa el derecho a “la capacidad de controlar, afrontar y tomar, por propia iniciativa, decisiones personales acerca de cómo vivir de acuerdo con las normas y preferencias propias así como de desarrollar las actividades básicas de la vida diaria.”

### Beneficiarios directos
Refiriéndonos a las personas de la tercera edad la ley establece unos requisitos para poder disfrutar de los derechos de estar en situación de dependencia, estos requisitos son:
- Ser español
- Encontrarse en situación de dependencia (en alguno de los grados establecidos en la propia ley).
- Residir en territorio español y haberlo hecho durante cinco años, de los cuales dos deberán ser inmediatamente anteriores a la fecha de presentación de la solicitud.

La ley de dependencia establece requisitos para la obtención de la prestación para tener un asistente personal a la dependencia (PAP) para otros colectivos de personas, como personas que carezcan de la nacionalidad española, menores de edad, etc.

### Grados de dependencia
La situación de dependencia se clasifica en tres grados:
Grado I. Dependencia moderada: cuando la persona necesita ayuda para realizar varias actividades básicas de la vida diaria, al menos una vez al día o tiene necesidades de apoyo intermitente o limitado para su autonomía personal.
Grado II. Dependencia severa: cuando la persona necesita ayuda para realizar varias actividades básicas de la vida diaria dos o tres veces al día, pero no quiere el apoyo permanente de un cuidador o tiene necesidades de apoyo extenso para su autonomía personal.
Grado III. Gran dependencia: cuando la persona necesita ayuda para realizar varias actividades básicas de la vida diaria varias veces al día y, por su pérdida total de autonomía física, mental, intelectual o sensorial, necesita el apoyo indispensable y continuo de otra persona o tiene necesidades de apoyo generalizado para su autonomía personal. Serán atendidos con carácter preferente al resto de grados.
En la Resolución de 13 de julio de 2012, de la Secretaría de Estado de Servicios Sociales e Igualdad, por la que se publica el Acuerdo del Consejo Territorial del SAAD, dichos niveles desaparecen permaneciendo solo la división en grados.

### Valoración de los  grados
Las comunidades autónomas determinarán los órganos de valoración de la situación de dependencia que emitirán un dictamen sobre el grado de dependencia, con especificación de los cuidados que la persona pueda requerir. El grado de dependencia, a efectos de su valoración, se determinará mediante la aplicación de un baremo que se acuerde en el Consejo Territorial del Sistema para la Autonomía y Atención a la Dependencia.

### Información a la ciudadanía
La ley indica que el Ministerio de Trabajo y Asuntos Sociales, a través del organismo competente, establecerá un sistema de información del Sistema para la Autonomía y Atención a la Dependencia que garantice la disponibilidad de la información. En consecuencia, se puede obtener información detallada en el Portal de la Dependencia.

## Catálogo de servicios
La ley establece un catálogo de servicios de los que pueden disfrutar las personas en situación de dependencia. Este catálogo establece varios tipos de servicios y prestaciones dentro de estos tipos de servicios:
a)	Los Servicios de Prevención.
b)	Los Servicio de Teleasistencia.
c)	Servicio de ayuda a domicilio; el servicio de ayuda a domicilio lo constituye el conjunto de actuaciones llevadas a cabo en el domicilio de las personas en situación de dependencia con el fin de atender sus necesidades de la vida diaria, prestadas por entidades o empresas, acreditadas para esta función:
- Atención de las necesidades del hogar: limpieza, lavado, cocina u otros.
- Cuidados personales: atención personal, en la realización de las actividades de la vida diaria.

d)	Servicio de centro de día y de noche:
- Centro de día para mayores.
- Centro de día para menores de 65 años.
- Centro de día de atención especializada.
- Centro de noche.

e)	Servicio de atención residencial
- Residencia de personas mayores en situación de dependencia.
- Centro de atención a personas en situación de dependencia, en razón de los distintos tipos de discapacidad.

### Prestación económica para acceder a los servicios profesionales
La ley establece que “la prestación económica, que tendrá carácter periódico, se reconocerá, en los términos que se establezca, únicamente cuando no sea posible el acceso a un servicio público o concertado de atención y cuidado, en función del grado y nivel de dependencia y de la capacidad económica del beneficiario, de acuerdo con lo previsto en el convenio celebrado entre la Administración General del Estado y la correspondiente Comunidad Autónoma”.

### Prestación económica para cuidados en el entorno familiar y para el apoyo a cuidadores no profesionales
Excepcionalmente, el beneficiario podrá recibir una prestación económica para ser atendido por cuidadores no profesionales, siempre que se den condiciones adecuadas de convivencia y de habitabilidad de la vivienda y así lo establezca su Programa Individual de Atención.

## Aplicabilidad real y financiación de la ley
La entonces ministra de Educación, Política Social y Deporte, Mercedes Cabrera, anunció en el pleno de control al Gobierno de 21 de mayo de 2008 que el Ejecutivo iba a adelantar la primera evaluación del desarrollo de la Ley de Dependencia con un diagnóstico de la situación actual, ante su "compleja aplicación", a pesar de que la norma prevé que este análisis se realice transcurridos los tres años de vigencia.
Sin embargo, hasta la celebración del Consejo Territorial del Sistema para la Autonomía y Atención a la Dependencia del 10 de julio de 2012 no se aprobó la primera evaluación de los resultados obtenidos durante los cinco primeros años de vigencia de la Ley (de 2007 a 2011).
Posteriormente, se aprobaron por este Consejo Territorial sendas evaluaciones oficiales correspondientes a los ejercicios 2012 y 2013. Ambas evaluaciones anuales muestran un continuado incremento de las personas beneficiarias de la Ley de Dependencia que reciben prestación hasta las 753.842 de diciembre de 2013.
Aunque algunos medios han publicado que la Ley no se está financiando y, por tanto, no está funcionando como se esperaba, los datos divulgados por el Tribunal de Cuentas (España) en sus Informes de Fiscalización hacen referencia a una financiación pública total de más de 7000 millones de euros en 2013. El 49,2% correspondería al Estado: un 19,71% mediante las aportaciones al nivel mínimo de protección y un 29,52% serían recursos estatales adicionales asignados por la Ley 22/2009 de Financiación de las Comunidades Autónomas. Por otra parte, las comunidades autónomas y los propios beneficiarios estarían financiando la Ley de Dependencia con un 50,8%.
Llegados a este punto cabe destacar que la Ley de Dependencia se financia mediante un complejo sistema basado en tres fuentes de origen de los fondos:
- La financiación estatal que, a su vez, se divide en:
  - a) Aportaciones del Imserso para cubrir el nivel mínimo de protección garantizado.
  - b) Aportaciones del Ministerio de Hacienda derivadas de la Ley 22/2009, de 18 de diciembre, por la que se regula el sistema de financiación de las comunidades autónomas de régimen común y Ciudades con Estatuto de Autonomía.
- La financiación mediante recursos propios de cada comunidad autónoma.
- Las aportaciones de los propios beneficiarios de la Ley de Dependencia (copago).

a) El nivel mínimo de protección estatal
Establecido en el artículo 7 de la Ley de Dependencia y regulado en detalle por el Real Decreto 1.050/2013, de 27 de diciembre. 
b) Las aportaciones estatales de la Ley de Financiación Autonómica
Desde el año 2009, además de la financiación del nivel mínimo de protección, el Estado aporta directamente a los haciendas autonómicas una cantidad adicional calculada en función tanto del número de personas en situación de dependencia con prestación, como de la población potencialmente dependiente de cada comunidad autónoma.
c) Recursos propios de cada Comunidad Autónoma
A las comunidades autónomas corresponde cofinanciar también la Ley de Dependencia con una cantidad anual igual, al menos, a la aportada por el Estado.
d) Pago de los propios beneficiarios
Las aportaciones de las personas beneficiarias se efectúa dependiendo de su capacidad económica personal y del tipo y coste del servicio que reciban.
Para los profesores de la Universidad de Valladolid, Dolores de Prada y Luis M. Borge, la financiación real de la Ley de Dependencia estaría recayendo, en su mayor parte en el Estado, con un 54,77% en total, así como en el copago de las personas en situación de dependencia, un 28,73%, mientras que las comunidades autónomas estaría incumpliendo su obligación de cofinanciarla a partes iguales con el Estado, al estar aportando tan solo un 16,5%.

## Coordinadora Estatal de Plataformas en Defensa de la Ley de Dependencia(LAPAD)
La Coordinadora de Plataformas en Defensa de la Ley de Dependencia está formada por personas en situación de dependencia, sus familias y cuidadores; así como por asociaciones, colectivos, profesionales, sindicatos y ciudadanía en general, de forma voluntaria y no remunerada.
La Coordinadora tiene como misión trabajar en defensa de la aplicación de la ley en todo el estado español, como forma de manifestación del estado de bienestar y en defensa de los derechos de los más débiles.